# Friedrich Beyer (Regisseur)
Friedrich Beyer (* 12. April 1939 in Berlin; † 26. Mai 2021 in Alfdorf) war ein deutscher Schauspieler, Regisseur und Theatergründer.

## Werdegang
Beyer wurde in Berlin an der Max-Reinhardt-Schule als Schauspieler ausgebildet. Sein erstes Engagement war an der Landesbühne Hannover. Als Regisseur und Spielleiter wurde er erstmals am Landestheater Landshut tätig. Danach arbeitete er in gleicher Funktion am Hessischen Staatstheater Wiesbaden, am Theater Ulm, dem  Staatstheater Stuttgart, als Oberspielleiter an den Städtischen Bühnen Heidelberg, dann als Schauspieldirektor am Theater Basel und als Gastregisseur am Thalia Theater Hamburg, der Freien Volksbühne Berlin, den Münchner Kammerspielen und am Berliner Schillertheater. Zusammenarbeit erfolgte mit den Schauspielern Joachim Bliese, Kirsten Dene, Maria Hartmann , AndréJung, William Mockridge, Heinz Trixner, Erich Schellow, Eva Katharina Schultz und Eleonore Weisgerber.
Zu seinen  Inszenierungen gehören Werke von Witold Gombrowícz, Goethes Faust (an drei Abenden), Robert Musils Die Schwärmer, Homers Odysse als „szenisches Konzert“. Mit seinem Bühnenbildner Eberhard Matthies entwickelte er ein „Theater der schnellen Verwandlung“.
1984 gründete er in Stuttgart das Dein Theater als Alternative zum Stadt- und Staatstheaterbetrieb, ein so genanntes „Theater auf Bestellung“, das vor allem mit seinen Sonderprogrammen neue Publikums- und Zielgruppen erreichte. Erweitert wurde es 1999 um das Wortkino. Unter dem Pseudonym Hans Rasch schrieb Friedrich Beyer szenische Texte und Gedichte für Dein Theater.

## Inszenierungen (Auswahl)
- Lear (Edward Bond), Premiere: 18. Januar 1973, Theater Ulm
- Der Liebestrank (Frank Wedekind), Premiere: 3. März 1973, Württembergisches Staatstheater Stuttgart
- Fiesco (Friedrich Schiller), Premiere: 1. November 1973, Städtische Bühnen Heidelberg
- Operette (Witold Gombrowícz), Premiere: 28. Februar 1974, Städtische Bühnen Heidelberg
- Die Trauung (Witold Gombrowícz), Premiere: 2. Mai 1974, Württembergisches Staatstheater Stuttgart
- Faust 1 (Johann Wolfgang Goethe), Premiere: 20. September 1975, Faust 2, Premiere: 10. Juni 1976, Städtische Bühnen Heidelberg
- Der gefesselte Prometheus (Aischylos), Premiere: 18. November 1976, Thalia Theater Hamburg
- Ein Traumspiel (August Strindberg), Premiere: 20. September 1978, Basler Theater
- Scherz, Satire, Ironie (Christian Dietrich Grabbe), Premiere: 1. Mai 1979, Freie Volksbühne Berlin
- Minna von Barnhelm (Gotthold Ephraim Lessing), Premiere: 24. April 1979, Thalia Theater Hamburg
- Über die Kraft (Björnsterne Björnson), Premiere: 29. November 1979, Basler Theater
- Don Carlos (Friedrich Schiller), Premiere: 21. Februar 1980, Basler Theater
- Die Phönizierinnen (Euripides), Premiere: 19. Februar 1982, Schillertheater
- Die Schwärmer (Robert Musil), Premiere: 29. April 1982, Basler Theater

## Auszeichnungen
- Alternativer Marketing Preis, Ehrenplakette 1993 für Friedrich Beyer, Dein Theater, Stuttgart